# Novosillea, Kazanka
Novosillea (în ucraineană Новосілля) este un sat în comuna Volodîmîrivka din raionul Kazanka, regiunea Mîkolaiiv, Ucraina.

## Demografie
Componența lingvistică a localității Novosillea
     Rusă (55,45%)
     Ucraineană (43,64%)
     Alte limbi (0,91%)
Conform recensământului din 2001, majoritatea populației localității Novosillea era vorbitoare de rusă (55,45%), existând în minoritate și vorbitori de ucraineană (43,64%).